# サブリース
サブリース（英: sublease）とは、転貸（又貸し）のこと。不動産賃貸においては転貸を目的とした一括借上（いっかつかりあげ）のことをサブリースと言うことが多い。2010年代前半から、ローンの不正契約や訴訟などが発生し社会問題となっていて、国土交通省・消費者庁・金融庁が注意喚起を行っている。

## 概要
サブリースとは物件を一括賃借し（マスターリースともいう）、それを分割またはそのままの規模で第三者に転貸する事業形態である。物件の所有者が運用ノウハウ、運用体制をもたない場合などに、サブリース会社に費用を支払って運営代行を委託し、サブリース会社は自社の持つノウハウ、人員を用いて物件を円滑に運営する。長期的に家主の利益を保証する契約ではないため十分な注意が必要である。また、定期借家契約ではなく普通借家契約を選択すると借地借家法によりサブリース会社よりもオーナーの方が立場が弱い契約になる事にも注意が必要である。サブリース会社に強い力を与えられているということは、利益はオーナーからサブリース会社に渡ってしまうことを意味する。

## 一括借上
一括借上とは、不動産会社が大家（オーナー）から土地・建物・付帯施設をサブリースで借り上げ、運営・管理を一気に引き受ける賃貸システムである。住居系不動産・事業系不動産それぞれ特色があるが、ここでは主に住居系不動産のサブリースについて述べる。
オーナーが賃貸物件を営む場合、収益は入居している部屋の分の家賃しか入らないため、空き物件が多かったり家賃滞納が多いと経営がおぼつかなくなってしまう。また、賃借人に対してのトラブルや対応なども行なわなければならず、管理面についても煩わしさがつく。一方、不動産会社も独自に賃貸物件を建てる場合、土地を購入した上で物件を建てなければならないため土地購入や建物建設・資産税などの税金など多額の費用がかかる。そこで、オーナーが不動産会社に土地や建物などを託して管理を行ってもらうとともに、不動産会社から一定の保証金（賃料の 80% - 90% 程度）を得るという仕組みが出来上がった。つまり、オーナーには後述のようなメリットがあり、不動産会社は土地購入や建物建設などの負担が軽減されるわけである。
大手不動産会社のほとんどが、このシステムを導入している。

### オーナーにおけるメリット
- 不動産会社が一括管理してくれるため、知識がなくとも賃貸物件を建てる事ができる。
- 賃借人に対しての対応は全て不動産会社が行なうため、オーナーが対応しなくてもよい。
- 空室があっても空室分も保証され、オーナーに支払われる。
- 賃借人の原状回復は不動産会社または提携・管轄する管理会社側が責任を持つ。

## 問題点

### 不適切な勧誘
賃料は長期間一定ではないにもかかわらず、数十年一定の賃料を保証するかのように勧誘されている場合が多々ある。不動産や投資の知識が少ない20〜30代に対して、「年収250万円台から大家になれる」「元手・保証金不要」などのメリットを強調した勧誘を行い、投資物件には使えないフラット35を契約させるなど不正契約に加担させる事例も報告されている。

### 借地借家法によりオーナーの都合で解約ができない問題
普通借家契約では、借地借家法第28条により、大家の都合では正当な事由がない限り、賃貸借の契約が終了できない。2年更新となっていても、更新し続けないといけない。しかも、第30条で、契約書で契約を終了させるような特約を付けることも禁止されている。本来は、普通に居住している者を想定した条文であるが、裁判の判例では、サブリース会社側にも適用される。つまり、大家はサブリース会社に貸し出しているが、大家の都合ではサブリース契約を解除できない。逆にサブリース会社の都合であれば解約できる。
解除不可能なサブリース契約が付いている状況では、その不動産自体を売却することも難しくなるため、大家が不動産を売却することも難しくなる。そして、大家が法律や判例に対して無知なことを使って、サブリース会社が意図的に解除が困難なサブリース契約を結ばせている場合がある。
サブリース会社との契約が定期借家契約（第38条）である場合は、定められた期間で契約が終了するので、少なくともそのタイミングで大家は契約を終了させる（つまり再契約しない）ことができる。
- サブリース会社が借地借家法による保護を受ける（第28条）。
- 借地借家法の強行法規性（第30条）により賃料減額請求を排除する契約は無効である。すなわち法的には「家賃35年保証」や「契約10年更新」などの契約をサブリース会社は基本的に守る必要はなくいつでも減額請求を行う事ができる。
- 訴訟になっているケースでは「家賃35年保証、契約10年更新」であったが建築から数年で家賃減額された事例が存在する。
- オーナーが賃料減額に応じない場合にサブリース会社から契約解除を迫られる事がある。
- 借地借家法により家主からサブリース契約を解除することは困難であるが、サブリース会社から契約を解除することは比較的たやすい。
- 家主側から契約を中途解約すると高額な違約金を請求される場合がある。
- サブリース会社と家主の間に宅建業法は適用されない。
- サブリース契約を解除する場合はローンを全額借り換えねばならない場合がある。
- サブリースの条件としてサブリース会社が指定した建物を指定した業者が建設しなければならない場合がほとんどである。
- サブリース会社の関連会社が建設する場合、サブリース会社はオーナーからの支払われる建設費とサブリース会社が建築会社に支払う建設費の差額で儲けるため、出来る限り安く建物を作らせオーナーに出来る限り高く売る場合がある。
- サブリース会社の関連会社が建設しない場合、サブリース会社に建築会社が建築費の数十％をコンサルタント料として支払っている場合がある。
- 大手サブリース会社も「一括借上げ方式」の管理では利益をあまり上げておらず利益の80%は建物の建築で稼いでいる（上場会社のセグメント情報）。このためサブリースを行って長期的に利益を確保するのではなく、家賃保証をセールストークに建物を建てさせることが目的となっている。
- 転借人は人口減少、大都市への移転などで急速に空室、家賃相場下落が起きた場合を避けるため数年毎に見直す条項を入れており、超長期の家賃保証を避ける体制をとっている。
- 家賃保証の場合は、実家賃（実際入居者が支払う家賃）と転貸家賃（オーナーから一括借上げる家賃）の差額（保証料）は10〜20%であるが、転貸開始後数年で家賃を下げるケースが発生している。このためオーナーと借上げ会社との見直しでトラブルが多発しているがオーナー側が譲歩せざるを得ない場合が多い。
- 不動産会社の中では「家賃30年保証」など賃料が長期にわたり固定されると謳われている場合があるが、周辺環境、経済環境の変化などを理由として不動産会社、オーナー双方、賃料の減額、増額を要求することができる（借地借家法32条1項に定められており、最高裁判例[5]でも示されているものの、現実的には値上げ、値下げともによほど大規模の物件でない限り裁判の費用対効果を考慮すると双方にメリットが無く、貸主、借主協議の上で据え置きとなるケースも多い）。

### 相場よりも割高な問題
- サブリース用に建てられた物件の建築費用は相場よりも非常に割高であり、オーナーが不動産を手放す時に購入価格と売却価格で大きな損失がでる場合がある。
- 建物管理、修繕などについてサブリース会社が指定した割高な業者、仕様となる場合がある。
- 修繕費が賃料から差し引かれているのに当初契約した修繕サービスが守られていない場合がある。
- 敷金・礼金・更新料・修繕費などを家主が受け取れない場合がある。
- 不動産会社は住居需要がなくマンション経営が成り立たない場所にまで営業を行っている[6]。

### その他
- 転借人の審査は不動産会社が行うため、外国人など生活習慣の違う賃借人が入居すると地域住民とトラブルとなる場合がある。
- 「長期一括借上げ方式」のアパート専業会社が大きい利益を上げたため、他のハウスメーカーや建設会社などが一斉にこれに参入し人口減少の中でアパートの乱立し既存のアパートの空室率は年々高くなり地方の物件は空室50%以上も珍しくない[6]。
- 建物が竣工して引き渡された当初の2 - 3か月間は家賃収入が不安定であることから募集期間とされ、この期間内はオーナーに対して保証賃料が支払われない（免責期間）場合がある。
- オーナー側から中途解約すると全室空室にして契約解除を行われる場合がある。これはサブリース会社は最終的な借り手の個人情報を知っているがオーナーは知らないためである。
- サブリース会社が破綻した場合、契約は反故になる。
- サービス付き高齢者向け住宅など介護施設においてもサブリースが増えている。破綻したサブリース会社もあり、その場合に通常の賃貸物件よりも深刻な問題を引き起こしている。
- サブリース会社は一度サブリース契約をしたオーナーが利益の出ているうちにリピート営業を重点的に行っており、結果としてオーナーは限界まで借金をして複数のサブリース物件を持つ例が存在する。将来、家賃を減額されると多大な影響がでる事となる。
- 建築後に賃料減額を受け入れた結果、維持費・ローンが払いきれず最終的に土地建物を手放す事例も出てきている。事例のなかには資産を全て処分したが借金だけが残っている例も存在している。
- 資産を全て処分しても借入金を返せなくなった場合に保証人が債務返済を迫られるが、高齢者の親が相続税対策として行っており保証人である子が多大な借金の返済を迫られる事がある。
- 商業施設を不動産会社が借り、サブリース物件として家賃を3割増し、契約期間は8年、ただし2年ごとに礼金を家賃2ヶ月分払うこと(更新ではないから更新料ではない)敷金の他に解約時には8ヶ月分の家賃を払うこと、などサブリース事業社による自己都合を借り主に押し付ける契約が多発しており、事業を行う借り主に利益がなく、すぐに撤退·廃業する原因になっており経済発展の妨害や資本家資本、企業の海外流出の原因になっている

## 行政の対応・規制
サブリースによる賃貸住宅経営を「相続税対策」といったセールストークによりこれまで大家経験のない人々に対して売り込み、家賃変更や契約打ち切りがある旨を明確にしないまま契約に至り、後にトラブルとなる事例が数多く存在する。しかし、賃貸住宅経営における家主は一般の不動産売買における「消費者」ではなく、あくまで「事業者」であり、サブリース契約は事業者同士の契約なので、契約内容の詳細に関する確認を怠っても、事業者（家主）の責任とされてきた。
サブリースを所管する国土交通省は関係機関への苦情・相談が相次ぐ状況を把握しており、2011年から賃貸住宅管理業者登録制度を設け、賃貸住宅管理業者に登録したサブリース業者に対して重要事項の説明などのルールを定めた賃貸住宅管理業務処理準則の遵守を求めてきた。しかし、その後もトラブルは絶えなかったため、2015年7月29日、国土交通省土地・建設産業局不動産業課長の名義で関係各団体に対して、改めて「サブリース事業に係る適切な業務の実施について」という通知を出す事態となった。
さらに2015年10月には「賃貸住宅管理業者登録制度に係る検討委員会」を設置し、そこで取りまとめられた対応策をもとに2016年8月12日に「賃貸住宅管理業者登録規程」および「賃貸住宅管理業務処理準則」の改正を行った。この改正により、サブリース業者による大家への重要事項の説明および契約成立時の書面交付が義務化され、これに違反した場合は業者名を公表するといった措置がとられることとなった。
2016年の「賃貸住宅管理業者登録規程」および「賃貸住宅管理業務処理準則」の改正後もサブリース問題は減ることなく、2018年4月のシェアハウス「かぼちゃの馬車」破綻のような大規模問題事例が生じたことで、2020年、国土交通省はサブリースを規制する新法を提出することとなった。この新法では、
- 不当な勧誘を禁止
- 家賃収入が保証される期間や条件などについて書面で説明することを義務づけ
- 違反した場合には業務停止命令を出したり、罰金を科す
- サブリース契約業者の登録を義務化
- 入居状況や入居者とのトラブルについて定期的に報告を要求

といった規制が新たに課される内容となっている。

## 国会
- 2013年4月15日の衆議院予算委員会においてサブリース被害への質疑応答が行われている。
- 2017年2月22日の衆議院予算委員会においてサブリース物件への供給過剰と金融機関による融資について質疑応答が行われている。
- 2017年5月10日の衆議院財務金融委員会においてサブリース事業のトラブルへの対策強化を求められている。
- 2017年5月24日の衆議院国土交通委員会においてサブリース会社への法制化を含めた規制を求められている。